# Ahmad Zahid Hamidi
Ahmad Zahid Hamidi, né le 4 janvier 1953, est un homme politique malais,. Ministre de l’intérieur, il est nommé vice-Premier ministre par Najib Razak le 28 juillet 2015. Il succède ainsi à Muhyiddin Yassin, remercié pour avoir critiqué publiquement la gestion par le Premier ministre du scandale lié au 1Malaysia Development Berhad.
Le 19 octobre 2018, il est arrêté et inculpé pour corruption,.
En octobre 2021, son nom est cité dans les Pandora Papers.
Le 24 janvier 2022, la Haute Cour a condamné Zahid pour 47 chefs d'accusation sur la liste, et Zahid doit comparaître devant le tribunal pour se défendre,,.